# بليك فان لير
بليك راغسدال فان لير (المعروف أيضًا باسم بليك فان لير) (16 أغسطس 1893-23 يناير 1956)، كان يتيمًا أصبح خامس رئيس لمعهد جورجيا للتكنولوجيا، ومؤسس جامعة الولاية الجنوبية للعلوم التطبيقية، والعميد السابق لجامعة فلوريدا وجامعة ولاية كارولاينا الشمالية. كان أيضًا ضابطًا في جيش الولايات المتحدة، ومخترعًا، ولعب دورًا حاسمًا في النمو الاقتصادي لأتلانتا وحركة الحقوق المدنية. قُبِلت النساء في الكليات لأول مرة خلال فترة عمله التي استمرت 12 عامًا في مدرسة جورجيا التقنية، واتُخذت خطوات نحو الاندماج، وغُيِّر اسمها إلى معهد جورجيا التقني الذي خاض العديد من التغييرات الجذرية.

## فان لير العميد
كان فان لير عميدًا في جامعة فلوريدا منذ عام 1932 حتى عام 1937. عُيٍّن عميدًا لتوسيع البرنامج الهندسي، والإشراف على جميع طلبات التمويل الفيدرالي ورئاسة لجنة التخطيط المتقدم. عمل فان لير أيضًا مع مجلس تخطيط ولاية فلوريدا، وأدار عددًا من المعاهد الهندسية في الولاية. أصبح عميدًا لكلية الهندسة في جامعة ولاية كارولاينا الشمالية في عام 1937، وبدأ برنامج الدراسات العليا للهندسة أثناء وجوده هناك. عُيِّن فيما بعد رئيسًا فخريًا لفرع أخوية ثيتا تاو للهندسة المهنية التابع لجامعة ولاية كارولاينا الشمالية. كان فان لير رئيسًا للجمعية الأمريكية للتعليم الهندسي في عام 1940، وقاد تركيز الحكومات الفيدرالية على البحث، مما دفع جمعية النهوض بالتعليم الهندسي إلى تشكيل جمعية أبحاث كلية الهندسة، والتي كانت أكثر اهتمامًا بالبحث مما كانت عليه جمعية النهوض بالتعليم الهندسي في أي وقت مضى. تحدثت جمعية أبحاث كلية الهندسة نيابة عن معظم الباحثين الهندسيين، وسعت للحصول على تمويل فيدرالي، وجمعت ونشرت معلومات حول أبحاث الهندسة الأكاديمية. كرس فان لير نصف وقته لمكتب كارولاينا الشمالية لأوامر الدفاع بإذن من العميد جون دبليو. هارلسون حوالي عام 1940. استقال فان لير من منصبه كعميد في عام 1942 لأخذ إجازة عسكرية.

## فان لير الضابط
بدأت مهنة فان لير العسكرية بتعيينه ملازمًا ثانيًا في فيلق الضباط الاحتياط للجيش الأمريكي في يوليو عام 1917. حصل فان لير على ترقية بعد الحرب العالمية الأولى وأصبح نقيبًا. قاد فرقًا هندسية بنت الجسور أمام قوات المشاة الرئيسيين لعبور الأنهار خلال الحرب، وخاضوا خمس معارك مختلفة. استولت وحدته في إحدى المرات على جزيرة لمدة يومين ضد قوات معادية، وقُتِل عدد من أفراد وحدته أثناء القتال. مُنح فان لير وسام صليب الحرب الفرنسي. أعيد تعيينه في عام 1925 رائدًا في سلاح المهندسين، وأصبح مقدمًا لقسم التدريب المتخصص بالجيش لاحقًا في أكتوبر عام 1942. حصل على ترقية إلى رتبة عقيد في العام التالي، وظل نشطًا في عمله خلال عدة فترات من حياته حتى تقاعده في عام 1953. كان محاضرًا في جامعة جورج واشنطن. مارس الضغط المتكرر على الكونغرس، وهو على رأس عمله، من أجل التدريب العسكري الشامل بسبب نتائجه الإيجابية على الشباب.

## معهد جورجيا التقني
عاد فان لير بعد الحرب العالمية الثانية ليصبح رئيس معهد جورجيا التقني. وُسِّع المعهد بشكل كبير خلال فترة عمله في الكلية، وقُبِلت النساء لأول مرة وبدأت خطوات نحو الاندماج. كان قبول النساء في الكليات والمجالات التي يهيمن عليها الذكور موضوع نقاش في خمسينيات القر العشرين. دعا فان لير النساء للانضمام إلى التكنولوجيا في عام 1948، وقوبلت هذه الدعوة بمعارضة المسؤولين المحليين بشكل فوري. اعترض المجلس ذلك مع مخاوف تجسدت باقتراح النساء دروسًا في ارتداء الملابس أو البحث عن أزواج بدلًا من المهن الجادة. صرح فان لير بأنه كان مرتبطًا بمؤسسات مختلطة طوال حياته، وشعر أنه من الخطأ ممارسة التمييز ضد طالبة لمجرد أنها امرأة. بدأ فان لير في السماح للنساء بالتسجيل في المدارس الليلية والدورات الإرشادية أثناء انتظار تصويت مجلس الحكام. نجح فان لير بصعوبة في الحصول على التصويت للسماح للمرأة بدخول معهد جورجيا التقني بعد محاولة فاشلة في عام 1952؛ واستكملت زوجته إيلا هذا الفوز من خلال إنشاء مجموعات دعم للمهندسات في المستقبل. قوبل هذا الفوز باحتجاجات من السكان المحليين ووسائل الإعلام، ونشرت صيفة أتلانتا كونستيتوشون رسمًا كاريكاتوريًا يظهر ملابس داخلية على حبل غسيل في برج الحرم الجامعي الرئيسي. دافع فان لير لاحقًا عن السماح للنساء في الدخول إلى الكليات الأخرى، بينما حث المزيد من النساء في العديد من المؤتمرات على أن يصبحن مهندسات.